# داريو مالتيسي
داريو مالتيسي (بالإيطالية: Dario Maltese)‏ (22 سبتمبر 1992 بباليرمو في إيطاليا - ) هو لاعب كرة قدم إيطالي في مركز الوسط. لعب مع نادي ريجيانا 1919 ونادي فياريجو وL'Aquila 1927 ‏ ولاتينا كالتشيو.

## وصلات خارجية
- داريو مالتيسي على موقع قاعدة بيانات كرة القدم.إي يو (الإنجليزية)
- داريو مالتيسي على موقع Soccerway.com (الإنجليزية)